# Ruben Houkes
Ruben Houkes (Schagen, 8 de junho de 1979) é um judoca neerlandês.
Houkes conseguiu a medalha de ouro no Campeonato Mundial de Judô de 2007 no Rio de Janeiro e a medalha de bronze nos Jogos Olímpicos de Pequim em 2008, ambas na categoria até 60 kg.